# Малый ледниковый период
Ма́лый леднико́вый пери́од (МЛП) — период глобального относительного похолодания, имевший место на Земле в течение XIV—XIX веков. Самый холодный период по среднегодовым температурам за последние 2 тысячи лет. Малому ледниковому периоду предшествовал малый климатический оптимум (примерно X—XIII века) — период сравнительно тёплой и ровной погоды, мягких зим и отсутствия сильных засух.

## Исторические факты

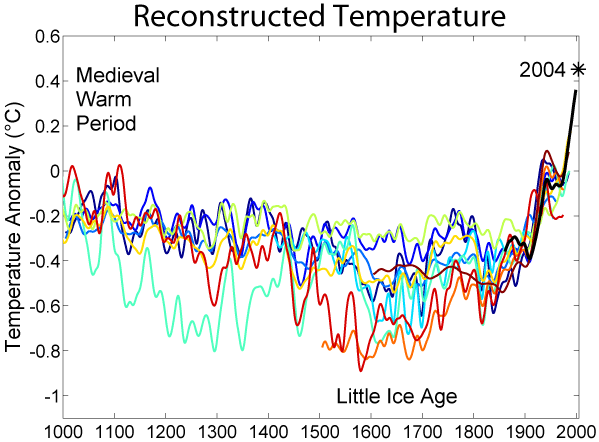
Климатические реконструкции за период 1000—2000 гг. н. э., отмечен Малый ледниковый период.

### Первая фаза (условно XIV—XV века)
Относительно причин события не существует единого мнения. Некоторые исследователи[какие?] полагают, что наступление малого ледникового периода было связано с замедлением течения Гольфстрима около 1300 года. Рубеж XIII—XIV веков был периодом повышенных штормов в Атлантике. (Средневековые легенды утверждают, что именно в это время от штормов в Атлантике погибли мифические острова — «Остров Дев» и «Остров Семи Городов»). Возможно, они привели к разбалансировке Северо-Атлантического течения и прекращению формирования Азорского антициклона.
По другой версии МЛП начался из-за падения температуры после извержения вулкана Самаласа в 1257 году н. э. и продолжился из-за ослабления субполярного круговорота вследствие экстремального экспорта льда в Северную Атлантику. Масштабному перемещению ледовых масс предшествовало постоянное атмосферное блокирование над Северной Атлантикой из-за необычно высокой солнечной активности. В результате высокой температуры воды в северных морях началось разрушение морского льда и отколу ледников. После ослабления действия блокирующей аномалии сформированные массы льда в Северную Атлантику. 
В 1310-х годах Западная Европа, судя по летописям, пережила настоящую экологическую катастрофу. После традиционно тёплого лета 1311 года последовали четыре пасмурных и дождливых лета 1312—1315 годов. В Англии с осени 1313 года, а во Франции с осени 1314-го стал формироваться устойчивый снежный покров: явление, почти исчезнувшее с середины IX века. С зимы 1314—1315 годов начались сильные морозы. Сильные дожди и необыкновенно суровые зимы привели к гибели нескольких урожаев и вымерзанию фруктовых садов в Англии, Шотландии, северной Франции и Германии. В Шотландии и северной Германии прекратилось виноградарство и производство вин. Зимние заморозки стали поражать даже северную Италию. Ф. Петрарка и Дж. Бокаччо фиксировали, что в XIV веке снег нередко выпадал в Италии.
Прямым следствием первой фазы МЛП стал массовый голод первой половины XIV века, в европейских хрониках известный как «Великий голод». Косвенным — кризис феодального хозяйства, возобновление барщины и крупные крестьянские восстания в Западной Европе. В русских землях первая фаза МЛП дала о себе знать в виде череды «дождливых лет» XIV века.
Примерно с 1370-х годов температура в Западной Европе стала медленно повышаться, массовый голод и неурожаи прекратились. Однако холодное, дождливое лето было частым явлением на протяжении всего XV века. Зимой часто наблюдались снегопады и заморозки на юге Европы.
Американский палеоклиматолог Мартин Спессер, изучив циклические изменения климата Земли, установил, что предельное похолодание в Европе относится примерно к 1433 году. Почти в то же время, в 1438 году, Карл VII торжественно вступил в Париж, и хроники отмечают столь суровую зиму, что дикие волки из Булонского леса забегали в поисках тепла на городские улицы.
Относительное потепление началось только в 1440-е годы, и оно сразу привело к подъёму сельского хозяйства. Однако температуры предшествовавшего климатического оптимума восстановлены не были. Для Западной и Центральной Европы снежные зимы стали обычным явлением, а период «золотой осени» начинался в сентябре (см. Великолепный часослов герцога Беррийского — один из шедевров книжной миниатюры позднего Средневековья).
В Гренландии стали наступать ледники, летнее оттаивание грунтов становилось всё более кратковременным, и к концу века здесь прочно установилась вечная мерзлота. Выросло количество льда в северных морях, и предпринимавшиеся в последующие века попытки достигнуть Гренландии обычно заканчивались неудачей. С конца XV века началось наступление ледников во многих горных странах и полярных районах.

### Вторая фаза (условно XVI век)
Вторая фаза ознаменовалась временным повышением температуры. Возможно, это было связано с некоторым ускорением течения Гольфстрима. Другое объяснение «межледниковой» фазы XVI века — максимальная солнечная активность, частично погасившая негативный эффект от замедления Гольфстрима. В Европе вновь было зафиксировано повышение среднегодовых температур, хотя уровень предшествовавшего климатического оптимума достигнут не был. В некоторых летописях даже упоминаются факты «бесснежных зим» середины XVI века. Однако приблизительно с 1560 года температура начала медленно понижаться. По-видимому, это было связано с началом снижения солнечной активности. 19 февраля 1600 года произошло извержение вулкана Уайнапутина, сильнейшее за всю историю Южной Америки. Считается, что это извержение стало причиной больших климатических изменений в начале XVII века, вызвавших, в частности, великий голод 1601—1603 годов и Смуту в Русском царстве.

### Третья фаза (условно XVII — начало XIX века)

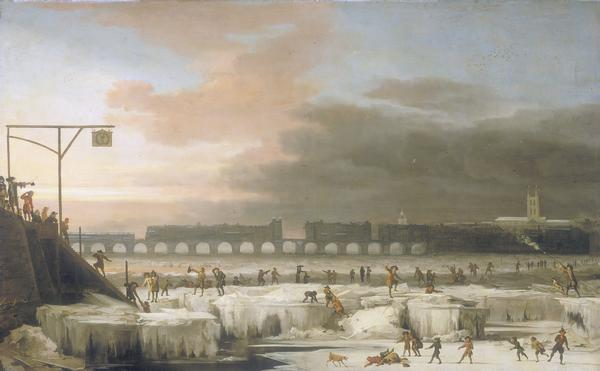
Замерзшая Темза, Абрахам Хондиус (1677)

Третья фаза стала наиболее холодным периодом МЛП. Пониженная активность Гольфстрима совпала по времени с наиболее низким после V в. до н. э. уровнем солнечной активности (Маундеровским минимумом). После сравнительно тёплого XVI века в Европе резко снизилась среднегодовая температура. Гренландия — «Зелёная земля» — покрылась ледниками, и с острова исчезли поселения викингов. Замёрзли даже южные моря. По Темзе и Дунаю катались на санках. Москва-река полгода была надёжной площадкой для ярмарок. Глобальная температура Европы понизилась на 1—2 градуса по Цельсию.
На юге Европы часто повторялись суровые и продолжительные зимы, в 1621—1669 годах замерзал пролив Босфор, а зимой 1708—1709 годов у берегов замерзало Адриатическое море. В зиму 1620—1621 годов в Падуе (Италия) выпадал снег «неслыханной глубины». Особенно холодным выдался 1665 год. Зимой 1664—1665 годов во Франции и Германии, по свидетельствам современников, птицы замерзали в воздухе. По всей Европе наблюдался всплеск смертности.
Новую волну похолодания Европа пережила в 1740-е годы. В это десятилетие в ведущих столицах Европы — Париже, Петербурге, Вене, Берлине и Лондоне — отмечались регулярные метели и снежные заносы. Во Франции неоднократно наблюдалась снежная пурга. В Швеции и Германии, по свидетельствам современников, сильные метели нередко заметали дороги. Аномальные морозы отмечались в Париже в 1784 году. До конца апреля город находился под устойчивым снежным и ледовым покровом. Температура колебалась от −7 до −10 °C.

## Восточная Европа
В Восточной Европе малый ледниковый период ознаменовался исключительно холодным летом в 1601, 1602 и 1603 годах, когда морозы ударяли в июле−августе, а снег ложился в начале осени. Необычные холода повлекли за собой неурожай и голод. Так как именно в это время в Русском государстве проходила первая в истории страны смена династии, то простые люди восприняли голод и неурожай как Божью кару за воцарение Бориса Годунова. Это стало одной из предпосылок к началу Смутного времени. Зима 1656 года была столь суровой, что в вошедшей в южные районы Русского царства польской армии от морозов погибло две тысячи человек и тысяча лошадей. В Нижнем Поволжье в зиму 1778 года птицы замерзали в полёте и падали мёртвыми. В ходе русско-шведской войны 1808—1809 годов русские войска по льду преодолели Балтийское море.

## Северная Азия
Ещё более холодным был малый ледниковый период в Сибири. В 1740—1741 годах экспедиция В. Беринга фиксировала сильные морозы на Камчатке и на Командорских островах. Посетивший Сибирь в 1771 году шведский путешественник И. П. Фальк писал: «Климат очень суров, зима жестокая и продолжительная… Часто случаются вьюги в мае и сентябре месяцах». В окрестностях Барнаула снег сошёл только к 15 мая, а первые листья на деревьях появились 27 мая (по новому стилю). По описаниям 1826 года, в Змеиногорске зимой все находящиеся в долинах улицы и дома покрылись сугробами до верхушек крыш.

## Причины
В числе причин малого ледникового периода исследователи[какие?] называют:
- усиление активности вулканов, пепел которых затмевал солнечный свет;
- понижение солнечной активности (минимум Маундера);
- замедление термохалинной циркуляции.
- Вторичные причины:
  - сокращение площадей сельхозземель и их зарастание дикой растительностью в районах Евразии, обезлюдевших после пандемии «чёрной смерти» в XIV веке (вымерло 30 % населения Евразии)[4];
  - аналогичное произошедшему в XIV веке прекращение выжигания лесов и ведение сельскохозяйственной деятельности наиболее развитыми в сельскохозяйственном отношении культурами. В Евразии и Америке такое наблюдалось и позднее, в XVII в. значительная часть населения как Нового Света (выжигание лесов было основной формой хозяйства доколумбовой Америки, а вымирание индейцев привело к прекращению массовых ежегодных пожаров в Западном полушарии и сокращению выбросов CO2 в атмосферу; одновременно разрастание американских лесов привело к резкому расширению фотосинтеза и, соответственно, сокращению содержания CO2 в атмосфере Земли[5][6][7]), так и некоторых районов Евразии (в частности Российского государства[8][9] и Китая) вымерла в результате войн, голода и эпидемий[источник не указан 1196 дней]. На южных рубежах России одной из причин восстановления лесо-луговых сообществ в 1-й половине XVII века было прекращение выжигания степей пограничной службой в начале Смутного времени. Аналогичные процессы в течение XVII в. наблюдались на Среднедунайской равнине (как результат турецкого вторжения и последовавшего затем упадка сельского хозяйства), а также на территориях Германии (в результате изменений вызванных Тридцатилетней войной) и Османской империи (как результат депопуляции населения Османской империи в первой половине XVII в.)[10]

## Влияние события на современный мир
Современное потепление — это естественный выход из малого ледникового периода XIV—XIX веков, которое осложнено техногенным усилением парникового эффекта. Потепление привело к восстановлению температур, наблюдавшихся в X—XIII веках (см. средневековый климатический оптимум), в XXI веке почти достигнуты температуры Атлантического оптимума, а к 2100 году по пессимистическим прогнозам ожидается среднее повышение температур на 5°; по оптимистическим прогнозам — не более 2° по сравнению с XIX веком, согласно Парижскому соглашению по климату.